# Wangenstreifen-Prachtlippfisch
Der Wangenstreifen-Prachtlippfisch (Oxycheilinus digramma) lebt im Roten Meer und im tropischen Indopazifik von Ostafrika bis zu den Marshallinseln und Samoa.

## Merkmale
Er ähnelt in seiner bulligen Gestalt einem kleinen Zackenbarsch. Wangenstreifen-Prachtlippfische werden 30 bis 35 Zentimeter lang. Die lange Rückenflosse wird von neun Hartstrahlen und zehn Weichstrahlen gestützt, die Afterflosse hat drei Hart- und acht bis elf Weichstrahlen. Jungfische sind grau bis rotbraun. Ihr Schwanz und der der Weibchen ist gelb. Männchen sind prächtig grünblau und rötlich gefärbt. Ihr Schwanz ist blau. Der Wangenstreifen-Prachtlippfisch ähnelt dem Schwarzring-Lippfisch (C. unifasciatus), ihm fehlt allerdings immer das für diese Art typische weiße Band am Hinterkörper und die parallelen roten Striche hinter den Augen.

## Lebensweise
Der Wangenstreifen-Prachtlippfisch bewohnt korallenreiche Lagunen und Außenriffe möglicherweise bis in Tiefen von 120 Metern. Die Jungfische halten sich mehr in geschützten Riffbereichen in Küstennähe auf, vor allem zwischen Weichkorallen und sessilen, nesselnden Hydrozoen. Die Fische fressen vor allem hartschalige Wirbellose, wie Weichtiere, Krebstiere und Seeigel. Die Art ist dabei beobachtet worden zwischen Gruppen von Meerbarben zu schwimmen und die Farbe dieser Fische anzunehmen um sich zu tarnen. Aus der Gruppe stößt der Wangenstreifen-Prachtlippfisch plötzlich hervor, um kleinere Fische zu erbeuten.